# Ottignies-Louvain-la-Neuve

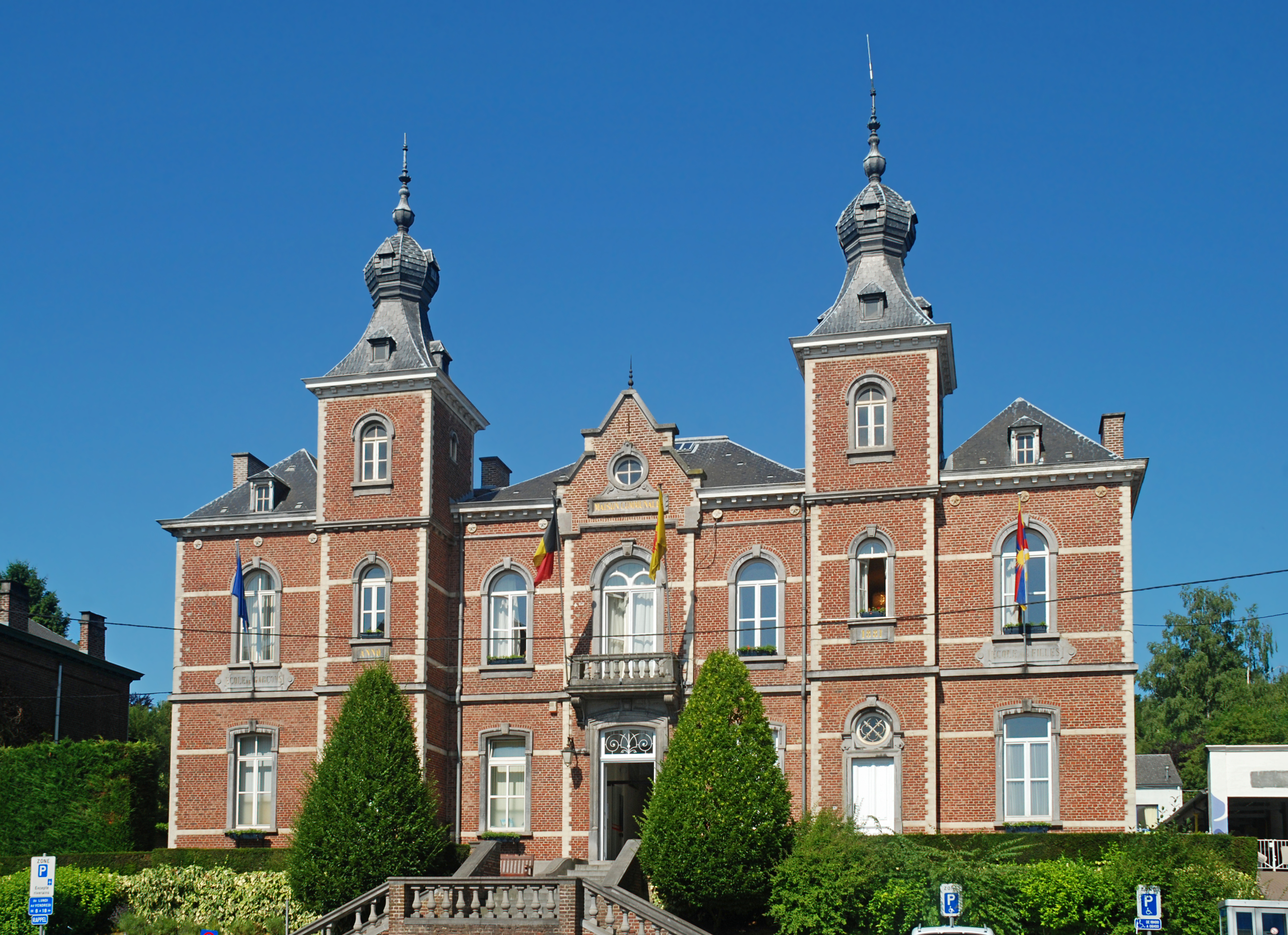
Rathaus von Ottignies

Ottignies-Louvain-la-Neuve (wallonisch Ocgniye-Li Noû Lovén) ist eine Universitätsstadt in der französischsprachigen Provinz Wallonisch-Brabant in Belgien.

## Überblick
Die Stadt besteht aus vier Ortsteilen: Ottignies, Limelette, Céroux-Mousty und Louvain-la-Neuve. Limelette und Céroux-Mousty waren bis 1977 selbständig und wurden im Rahmen einer Gebietsreform eingemeindet, durch die die Zahl der belgischen Gemeinden von 2359 auf 596 reduziert wurde.
Louvain-la-Neuve wurde Anfang der 1970er Jahre auf bis dahin weitgehend unbebautem Gebiet der damaligen Gemeinde Ottignies für die Université catholique de Louvain (UCL) errichtet, nachdem infolge des flämisch-wallonischen Konfliktes die Spaltung der Katholischen Universität Löwen in die niederländischsprachige Katholieke Universiteit Leuven (KUL) in Löwen (niederländisch Leuven, französisch Louvain) und die französischsprachige UCL rechtskräftig geworden war.
Ottignies-Louvain-la-Neuve liegt im Zentrum der Provinz Wallonisch-Brabant, rund 10 Kilometer südwestlich von deren Hauptstadt Wavre entfernt. Das Stadtgebiet wird von der Dyle und einigen Nebenflüssen entwässert. Die Stadt hat eine Schnellstraßenverbindung in die Provinzhauptstadt Wavre. Daneben bestehen Eisenbahnverbindungen nach Brüssel, Namur, Wavre-Löwen und nach Charleroi. Geplant ist eine Anbindung an die RER Brüssel.
Seit 1970 gibt es außerhalb der Stadt das Benediktinerkloster Saint-André de Clerlande.

## Politik

### Gemeinderat
Der Gemeinderat (Conseil Communal) hat 29 Mitglieder, aus ihm heraus wird das Collège mit dem Bürgermeister und sechs Schöffen (Echevins) gebildet.

### Bürgermeister
Der Bürgermeister, Jean-Luc Roland, einer der Gründer der Partei Ecolo, ist einer der ersten grünen Bürgermeister in Belgien. Er amtiert seit 2001. Durch die Kommunalwahlen am 8. Oktober 2006 wurde er für eine zweite Amtszeit bestätigt.

### Wappen
Das Wappen von Ottignies-Louvain-la-Neuve ist ein gevierter Schild. Die vier Felder wurden so gewählt, dass sich alle vier Ortsteile vertreten fühlen können. Das erste Feld in gold ist von einem blauen Band geteilt (Familie de Spangen) und steht für Ottignies und Mousty. Das zweite zeigt das Wappen der Familie Colopma in blau von einem goldenen Band begleitet von zwei silbernen Tauben schräg geteilt mit acht Taus auf dem goldenen Rand und steht für Céroux. Das dritte in blau zeigt ein goldenes Kreuz und vier goldene Muscheln; es ist das Wappen von Anne-Josèphe de la Croix, Äbtissin von Florival 1733–1749, und befand sich in der Mauer eines Bauernhofes auf dem Gebiet des heutigen Louvain-la-Neuve. Das vierte in gold zeigt drei rote Hähne für Limelette. Das Stadtwappen wurde am 18. Dezember 1991 angenommen. Gemeindeflagge: Horizontal geteilt in Gelb-Blau-Gelb im Verhältnis 2:1:2.

### Städtepartnerschaften
Ottignies-Louvain-la-Neuve hat mit drei Städten eine Partnerschaft geschlossen: Jassans-Riottier in Frankreich, Veszprém in Ungarn und Tiassalé in der Elfenbeinküste. Außerdem bestehen Freundschaftsverträge mit Masaya in Nicaragua und Drăgănești in Rumänien.

## Persönlichkeiten
- Lionel Taminiaux (* 1996), Radrennfahrer